# Коркунов, Николай Михайлович
Николай Михайлович Коркуно́в (14 [26] апреля 1853, Санкт-Петербург — 27 ноября [10 декабря] 1904, станция Удельная, ныне в черте Санкт-Петербурга) — русский учёный-юрист, философ права. Профессор, специалист по государственному и международному праву. Преподавал в Санкт-Петербургском университете, Военно-юридической академии и других учебных заведениях. Разрабатывал социологическое направление в юриспруденции. Действительный статский советник (1888).

## Биография
Родился 14 (26) апреля 1853 года в семье Михаила Андреевича Коркунова. Сестра Мария — автор книг по медицинским вопросам.
Выпускник Первой Санкт-Петербургской гимназии (1870). Через 4 года окончил курс обучения на юридическом факультете Санкт-Петербургского университета, получив золотую медаль за сочинение по государственному праву.
В 1876 году стал преподавателем энциклопедии права в александровском лицее, а с 1878 года и в Санкт-Петербургском университете (стал заведовать кафедрой государственного права после смерти А. Д. Градовского). С 1879 года читал лекции по государственному праву иностранных государств и основам международного права в военно-юридической академии.
В 1878 году, не прерывая работы в Александровском лицее и Военно-юридической академии, Н.М. Коркунов приступил к чтению лекций по энциклопедии права в Санкт-Петербургском университете, в 1884 году стал исправляющим должность экстраординарного профессора.
В 1893 году он защитил в Юрьевском (Дерптском) университете диссертацию на степень магистра государственного и международного права, а в следующем году — на степень доктора в Санкт-Петербургском университете, где в 1895 году стал ординарным профессором по кафедре энциклопедии права.
Конец 1880-х — начало 1890-х годов стал самым плодотворным периодом в творчестве Н. М. Коркунова. Совместно с А. Ф. Кони и другими видными юристами, он сотрудничал в ежемесячном журнале «Юридическая летопись», который в 1890—1892 годах издавался в Петербурге. Н. М. Коркунов входил в состав Совета юридического общества при университете, был товарищем (заместителем) председателя его административного отделения, состоял в Союзе взаимопомощи русских писателей. Его научная и общественная деятельность привлекла внимание правительства и в 1893 году он был также назначен членом комиссии для кодификации основных законов Финляндии.
В 1895 году, Коркунов стал помощником статс-секретаря Государственного совета. Однако в 1897 году из-за тяжёлой болезни был вынужден оставить работу в Санкт-Петербургском университете и Государственной канцелярии.
Скончался 27 ноября (10 декабря) 1904 года. Похоронен на Смоленском православном кладбище.

## Социологические концепции права и государства
Для работ Коркунова характерен социологический подход к изучению феномена государства и права.
Его правовые идеи основывались на закономерностях развития общественных явлений. Поэтому он критиковал господствовавшую тогда школу естественного права, выдвигающую в праве на первый план момент воли и требующей строгого разграничения догматического правоведения от социологии и истории. В трудах Н. М. Коркунова историко-социологический элемент играл значительную роль, он не признавал тогдашних немецких авторитетов в правовой науке и внимательно относится к специфическим явлениям русского юридического и политического быта, тем самым часто идя вразрез с общепринятыми учениями.
Право, по определению Н. М. Коркунова, есть не просто защита интересов, но разграничение их. Разграничение интересов, составляющее содержание правовых норм, совершается в двоякой форме:
1. Путём отделения объекта пользования в частичное, индивидуальное обладание;
2. Путём приспособления его к совместному пользованию многих.

Этим он обусловливал различие частного и публичного права.
В непосредственной связи с этим воззрением, устраняющим из понятия права элемент воли, стоит учение Коркунова о юридической природе государства и государственной власти, намеченное уже в первом издании «Лекций» и сложившееся в законченную систему в монографии «Указ и закон» 1894 года.
Н. М. Коркунов отверг обычное понимание власти, как единой воли, господствующей над подданными государства. По его мнению, эта так называемая «волунтарная теория власти», унаследованная правовой наукой от средневековой схоластики и совершенно чуждая величайшим мыслителям античности должна была быть признана несостоятельной. В его концепции властвование предполагало сознание не с активной стороны, не со стороны властвующего, а с пассивной, со стороны подвластного. Государственная власть — не воля, а сила, вытекающая из осознания людьми их зависимости от государства как общественного союза, в котором принудительно устанавливается мирный порядок.
Кладя в основание социума общность интересов субъектов и связывая его специфику со способностью образования идеалов, Н. М. Коркунов концентрировал внимание в первую очередь на духовных факторах общественной жизни и субъективистских мотивах.
Свою точку зрения на государственную власть в философии права Коркунов обозначал как «субъективный реализм», противополагая её с одной стороны «наивному» объективному реализму, отождествляющему власть с личной волей властителя, с другой стороны — метафизическому объективному идеализму, признающему власть волей государства, как особого субъекта, отличного от составляющих его личностей. С точки зрения субъективного реализма, государство — не лицо, а юридическое отношение, в котором субъектами права являются все участники государственного общения, начиная с монарха и кончая последним подданным, а объектом служит сама государственная власть, как предмет пользования и распоряжения.
С таким видением власти тесно связан и взгляд автора на теорию разделения властей. Признание государства как отношение многих лиц устранило возражение, которое немецкие юристы использовали против теории Монтескьё — указание на несовместимость её с единством государственной воли.
Возведением принципа разделения властей к более общему началу совместного властвования, по мнению Коркунова, объясняло признание за правительством самостоятельного права издавать общие юридические правила в административном порядке. Установление юридических норм в двоякой форме — законов и подзаконных правительственных распоряжений (указов) — служит лишь одним из проявлений совместности властвования. Взаимное сдерживание государственных органов выражается здесь в том, что указы имеют юридическую силу только при условии непротиворечия законам. Причём, истинная гарантия такого соотношения между указами и законами лежит не в существовании народного представительства и не в ответственности министров, а в праве суда проверять юридическую силу указов.
То есть он указывал, что институты народного представительства и ответственности правительства перед парламентом являются второстепенными, а главной гарантией законности должен быть независимый суд, имеющий право проверять на соответствие законам всех подзаконных актов правительства.
Поэтому Н. М. Коркунов обосновал, что разделение законодательной функции и исполнительной возможно и в абсолютной монархии. Тем самым он выражал идеи правового государства и стремился применить эту идею к российским условиям самодержавия.
По мнению Коркунова, для того, чтобы издавались справедливые законы, чтобы суды были способны разрешать противоречия между указами и законами, чтобы суды могли отменять незаконные распоряжения и охранялись гражданские права (неприкосновенность собственности, право граждан на подачу петиций) в России не нужно наделять подданных политическими правами и создавать представительный орган, ограничивающего власть самодержца. В России должна быть монархия, которая «сосредоточивает в своих руках всю полноту верховной власти безраздельно, но осуществляет её правомерно».
Научная деятельность Н. М. Коркунова начиналась в период, когда в европейской философской науке всё более прочные позиции занимал позитивизм, который, по мнению учёного, открывал новую веху не только в истории философии, но и в юриспруденции. Исходя из принципов философского позитивизма, учёный настаивал на необходимости перестройки современной ему юриспруденции, обращая особое внимание на три аспекта этой проблемы: задачи, предмет и метод юридической науки. Формулируя задачи юридической науки, Коркунов, вслед за выдающимся немецким юристом Иерингом, полагал, что юрист обязан исследовать реальные явления правовой действительности, а не измышления о ней. С этих позиций он подверг критике А. Д. Градовского: «у него, писал Н. М. Коркунов, сказывается стремление излагать преимущественно не то, что есть, а скорее идеализированную действительность. При постановке научных задач Н. М. Коркунов считал крайне важным учитывать и состояние самой науки, её возможности».
Как и выдающийся его современник С. А. Муромцев, Коркунов исходил из необходимости изучения права в его жизни, в его движении. Именно этот тезис станет центральным в западной социологической юриспруденции XX века. Учёный отстаивал демократическую идею долга науки перед народом, стремился обосновать необходимость перемен и в обществе, и в самом правоведении. Определение предмета юридической науки русский правовед связывал с психологической интерпретацией права, считая, что право в одном из его аспектов, безусловно, выступает в качестве факта индивидуального сознания. Но сознаваемое индивидом право остаётся только субъективным убеждением, если оно не будет признано и теми, к кому обращаются с правовым притязанием. При таком подходе право объемлет всё то, что «мы сознаём как право» и что «так или иначе возбуждает чувство права».
Коркунов был в числе тех представителей отечественной науки (Н. К. Михайловский, М. М. Ковалевский, Н. И. Кареев и другие), кто резко возражал против трансформации социальных проблем в проблемы биологической науки, на чём настаивали некоторые его современники (П. Ф. Лилиенфельд и др.), и выступал за сближение общественных наук с психологией. В своих исследованиях учёный не просто использовал категорию «психическое», но стремился истолковать её в контексте «социального взаимодействия». Он подчёркивал, что «психическое, не сводится к индивидуальному сознанию — это продукт коллективной духовно-психической деятельности людей».
Коркунов был одним из первых учёных, обративших внимание на необходимость всестороннего анализа психологического механизма действия права. Он придавал первостепенное значение исследованию вопросов о том, как человек воспринимает нормы, почему признаёт одни из них и не признаёт другие, какова роль его субъективных представлений в формировании правоведения. Трактовка права как взаимного психологического воздействия сделала его предтечей психологического направления в отечественной юриспруденции.
Обращаясь к анализу методов исследования правовых явлений, с которыми он связывал перестройку юридической науки , учёный с присущей ему наблюдательностью отмечал, что хотя "большинство юристов уже не верит старым философам, но их категории, понятия, номенклатура всё ещё остаются ходячими денежными знаками". Однако и не все новые методы исследования права, предложенные позитивистами, Коркунов считал правильными.
В частности, это относится к попытке автоматически распространить на юридическую науку выводы, полученные естествознанием. Правовед подчёркивал, что "успехи естествознания не могут не оказывать влияния и на науку права, но это влияние должно ограничиться лишь соответственным изменением научной постановки вопросов, а не их прямого решения".
Правоведение, по мнению Коркунова, должно сосредоточить внимание на применении в научных исследованиях преимущественно исторического, сравнительного и критико-догматического методов. Значительную роль, Н.М. Коркунов отводит критико-догматическому методу, настаивая на том, что использование только догматического метода не может дать науке нужных результатов. Коркунов крайне низко оценивал книгу известного правоведа А. В. Романовича-Словатинского «Пособие к изучению русского государственного права», в которой есть «догматический элемент», но «критический элемент не получил себе надлежащее место». Однако в собственных научных исследованиях он не ограничился только изложенными выше методами. Коркунов одним из первых в отечественном правоведении использовал системный подход при подготовке курса «Русское государственное право».
Наконец, следуя позитивистской традиции, Коркунов полагал, что анализ социальных явлений может быть научным только в случае учёта особой позиции учёного. Субъективный метод, в его интерпретации, не требуя отказа от данных объективной науки, в то же время учитывает идеалы, с позиций которых исследуется явление. Давая целостную характеристику защищаемым им приёмам исследования, учёный объединил их понятием — «субъективно-реалистический метод». Современная отечественная юридическая наука включила в свой арсенал все упоминавшиеся Коркуновым приёмы исследования.
Многие теоретические положения, выдвинутые Н.М. Коркуновым, до сих пор относятся к числу дискуссионных в отечественной юридической литературе. Так, рассматривая вопросы соотношения права и морали, Н.М. Коркунов утверждал, что на основе нравственных норм даётся оценка интересов, а на основе юридических норм проводится их разграничение. Юридические нормы, в отличие от нравственных, не давая материала для разграничения добра и зла, указывают только, насколько мы имеем или не имеем право осуществлять наши интересы при столкновении их с чужими интересами. Преимущество такого подхода Н.М. Коркунов усматривал в том, что он не ведёт к оправданию безграничной правительственной опеки над личностью. Охрана интересов предполагает выбор наилучшего способа их реализации, а это означает, что правительство должно контролировать средства осуществления интересов. Если же право рассматривать как средство разграничения интересов, то оно должно регулировать только их взаимное столкновение, "не вмешиваясь в выбор лучших средств осуществления каждого интереса в отдельности.
Оригинальной является позиция учёного по вопросу о судебной практике как источнике права. Имея дело с практическими казусами, подчёркивал Коркунов, суд должен применять законы как одно логическое целое, хотя на самом деле законодательство вовсе не лишено логических противоречий.
Выбор, который делает судебная практика при наличии таких противоречий, имеет творческий характер. То есть проблема признания судебной практики в качестве источника права вовсе не сводится к вопросу о том, может ли суд творить любые нормы. Речь идёт о втором аспекте этой проблемы - какие решения должны приниматься по конкретным делам в рамках существующего законодательства. Суд не может не учитывать практики рассмотрения данной категории дел другими судами. При такой схеме, полагал Коркунов, признание судебной практики в качестве самостоятельного источника права вовсе не означает оправдания судейского произвола.
Исследуя проблему соотношения права и закона, Н.М. Коркунов выделил несколько её аспектов. Во первых, он рассматривал закон как один из источников права и с этой точки зрения противопоставлял его обычаям и судебной практике. Во вторых, закон противопоставлялся им так называемому "теоретическому праву", т.е. представлениям о праве, которое " ещё не действует, но, существуя в сознании людей, не может не влиять на их отношения, на выработку в том или другом направлении обычаев, судебной практики, законодательства". И наконец, в третьих, согласно его концепции права как единства объективного и субъективного права, закон выступал как нечто противостоящее правоотношениям, которые могли возникать и до закона. Пытаясь сочетать достижения юридического и социологического позитивизма, Н.М. Коркунов проявил максимальную осторожность в критике их недостатков. Он не оставался на позициях юридического позитивизма, для которого право есть лишь то, что объявлено таковым государством. Вместе с тем, для его взглядов характерно требование строгого соблюдения законов, что противоречило той линии, которую представлял социологический позитивизм.
Н.М. Коркунов был одним из первых учёных-юристов, кто рассматривал право в так называемом широком аспекте. В одних случаях право в его интерпретации представало как совокупность положительного права и правосознания, в других-как совокупность объективного и субъективного права. Эти теоретические конструкции явно не укладывались в рамки юридического позитивизма. Анализируя противоречия между индивидуальным правосознанием и правом, учёный подчёркивал, что последнее как продукт коллективного векового опыта всегда полнее и богаче первого, которое не в состоянии охватить всё разнообразие возможных правоотношений. Поэтому при наличии указанных противоречий надлежит руководствоваться правом.
Исследование актуальных проблем теории права, Н.М. Коркунов тесно увязывал с изучением истории правовой мысли. Одним из первых в русской дореволюционной литературе он подробно исследовал историю научной разработки правовых проблем в России. Он выступал против умаления роли отечественной юридической науки в историческом развитии правоведения. "Русскому юристу,-подчёркивал Коркунов,- стыдно не знать своих предшественников. Много или мало они сделали, мы должны это знать. Да к тому же мы можем пожаловаться разве только на малое число людей, посвятивших себя научному изучению права, но никак не их качество". Н.М. Коркунов обратил внимание на связь научных исследований с общим характером эпохи и стремился выявить гуманистический аспект воззрений русских учёных-юристов.
Рассматривая понятие государства, Н.М. Коркунов проводил различие между юридическим и социологическим содержанием этого понятия. "С юридической точки зрения,-писал он,- государство представляется юридическим отношением самостоятельного принудительного властвования, субъектом которого является всё население государства, объектом - сама власть принуждения. А содержание составляют права участия во властвовании и обязанности подчиняться". С социологической точки зрения, Коркунов определял государство как общественный союз представляющий собой самостоятельное признанное государственное властвование над свободными людьми.
Н.М. Коркунов был одним из первых русских правоведов, включивших социологическую проблематику в курс лекций по государству и праву. Его социологическая теория строилась на признании классового деления общества, причём государство выступало в качестве института примирения классов, объединительной силы всего общества. Н.М. Коркунов выдвинул теорию о самостоятельной относительной личности в общественном развитии. Это качество личности, полагал учёный, обусловлено тем, что она находится под одновременным воздействием различных "общений".
"Ни государство, ни церковь, ни национальность, ни данный общественный класс, ни община ни семья не могут всецело подчинить себе личности именно потому, что к подчинению стремятся все они совместно". Поскольку человек является не только членом государственного общения, но и участником разнообразных общественных союзов, то и государственной власти полагаются пределы, в которых она может действовать. Этим и должен определяться характер гражданских свобод, обеспечение которых "есть необходимое условие прогрессивного развития государственной жизни и даже в частности государственного могущества".
Н. М. Коркунов был одним из немногих официальных юристов, выступавших против приостановки реформ, проведённых в царствование Александра II. Гражданские свободы jy подразделял на личные и общественные, между которыми существует нерасторжимая связь. Без личной свободы, писал он, не может быть свободы общественной. Учёный был озабочен проблемой практических гарантий гражданских свобод, но эти гарантии, по его мнению, должны иметь преимущественно юридический характер. Необходимо, считал он, заботиться главным образом о выработке законов, в подробностях регулирующих обеспечение прав гражданской свободы. Учёный, был возмущён тем, что даже домашние собрания, хотя бы только для забавы и увеселения также не изъяты из под контроля полицейской власти. Он подчёркивал, что административная власть вооружена правом устанавливать такие ограничения свободы, которые отнюдь не могут быть оправданы необходимостью. В этих условиях, в отличие от Б. Н. Чичерина и ряда других видных правоведов, он не поддерживал ограничения прав граждан даже в чрезвычайных условиях. Резкой критике Н.М. Коркунов подвергал систему царской цензуры, ограничения свободы совести, прежде всего, недопущение атеизма.
Тем не менее Коркунов вовсе не считал, что государство ни при каких обстоятельствах не может вмешиваться в жизнь общества. Ощутить эту необходимость помог ему ужасающий голод 1891—1892 годов в России. Размеры голода в значительной мере усугублялись политикой самодержавия, откровенной неприязнью императора Александра III к тем, кто добровольно оказывал помощь голодающим. Н.М. Коркунов одним из первых в отечественной науке отказался от теории государства как ночного сторожа, сводившей роль государства исключительно к защите индивидуальных прав. Государство считал учёный, должно служить всему обществу, а не только отдельной личности.
Наряду с гражданскими правами Коркунов выделял политические права, рассматривая их как права распоряжения властью. По его мнению, объём политических прав обусловлен формой правления. Он считал, что при самодержавии единственной формой участия подданных в политической жизни страны была государственная служба, основанная на началах сословности. Учёный дал сокрушительную отповедь разного рода спекуляциям, будто при таком порядке может быть обеспечен наилучший подбор представителей, поскольку, с одной стороны, правительство заинтересовано в том, чтобы призываемые им лица были самыми достойными, а с другой стороны , таким образом будто бы удастся избежать влияния партийных интересов в высшем эшелоне власти. Лучшей системой организации власти Н.М. Коркунов считал систему выборного представительства, которое соответствует главному назначению всякого представительства : охранению деятельности государственных учреждений от рутины и застоя и подчинению её жизненным интересам общества. При этом, Коркунов выступал против мажоритарной системы выборов, полагая, что только пропорциональное представительство отражает реальное соотношение сил в обществе. Всякого рода цензы он рассматривал как проявления имущественного ограничения.
Коркунов отвергал распространённый в его время взгляд, согласно которому в государственном управлении должны принимать участие только способные к заведованию государственными делами. Этому лозунгу он противопоставил иное утверждение: «всякий заинтересованный в надлежащем ведении государственного управления — а таковы все граждане — может притязать на участие в политических правах».
Н.М. Коркунов был поборником строгого соблюдения законности. «Каждый отдельный орган государственной власти,-подчёркивал он, имеет власть лишь в пределах закона». Из этого он делал вывод, что подданный обязан подчиняться велениям власти лишь настолько, насколько эти веления согласны с законом, правомерны. Признание же обязательности и незаконных распоряжений власти, подчёркивал он, вело бы к замене законности господством произвола. Решение вопросов о законности должно быть предоставлено суду. Передача вопроса на рассмотрение суда не приостанавливала исполнения распоряжения государственного органа. Но подданный должен был освобождаться от несения ответственности за неисполнение распоряжения, если оно признавалось незаконным. Рассуждая в духе сторонников естественно-правовой теории, Н.М. Коркунов считал возможным не только пассивное неповиновение распоряжением властей, но и активное неповиновение их незаконным действиям в форме необходимой обороны.
В отличие от А. Д. Градовского, Коркунов не разделял мнения, будто законность объективно присуща русской монархии. Поэтому он считал необходимым обратить особое внимание на средства осуществления законности. Законность, указывал он, обеспечивается обособлением законодательства от управления, устройством отдельных учреждений, подбором их личного состава, установлением пределов власти. Коркунов не соглашался с тем, что главное в теории разделения властей — вопрос об обособлении друг от друга законодательной, исполнительной и судебной властей. Задачу этой теории он видел в обеспечении свободы путём распределения функций властвования, во взаимном сдерживании властей. Такое сдерживание может осуществляться разными путями: разделением функций между законодательной, исполнительной и судебной властями, затем совместным осуществлением одной и той же функции несколькими органами (например, двумя палатами парламента) и выполнением различных функций одним и тем же органом, но в различном порядке (например, издание конституционных и обычных законов). Нет ни одного государства, констатировал учёный, где законодательство, исполнение и суд строго обособлены друг от друга.
Понимая, что даже самая совершенная организация власти ещё не решает в полной мере вопросов обеспечения законности, Коркунов ставил вопрос о создании административной юстиции в виде самостоятельной системы судов.
Он не противопоставлял западноевропейский и российский исторические процессы. Он был не согласен со славянофилами, которые рассматривали стремление народа к демократическим формам правления как тягчайшее грехопадение. Н.М. Коркунов никогда прямо не высказывался против самодержавия, но стремился применить к нему идею правового государства, считая необходимым введение в России конституции. Идеалом для него был просвещённый монарх-реформатор, который сосредоточивает всю полноту верховной власти безраздельно, но осуществляет её правомерно. Коркунов, как и другие представители либеральной политической мысли, надеялся на мирную трансформацию абсолютизма в конституционную монархию. Будучи либералом, через рассмотрение места личности в обществе учёный подходил к критике самодержавия как неспособного обеспечить её права и свободы. Ни в одном из тогдашних курсов по государствоведению не было столь смелой критики архаичных государственных учреждений в России.
Вся научная и общественная деятельность Коркунова была преисполнена борьбы за «юридическую свободу». Но на избранном пути его ждало глубокое разочарование. В конце своего творческого пути, он сделал вывод, что «предоставление человеку юридической свободы, при отсутствии у него материальных средств пользования ею, сводится очень часто к незавидной судьбе умирать с голода…».
Научное творчество Н. М. Коркунова свидетельствует о том, что он не принадлежал ни к одному из известных научных направлений. Его учение представляло собой синтез идей позитивизма, социологизма и психологизма, а в последние годы жизни и некоторых положений марксизма. Главным для него было отыскание истины, в поисках которой он не считал возможным быть адептом какого-либо одного направления.